# Capricorn One
Capricorn One is een Amerikaanse paranoiathriller uit 1977 onder regie van Peter Hyams, die ook het scenario schreef. De hoofdrollen worden vertolkt door Elliott Gould, James Brolin, Sam Waterston,  O.J. Simpson en Hal Holbrook.

## Verhaal
Vlak voor de lancering van de eerste bemande ruimtemissie naar Mars worden astronauten Charles Brubaker (James Brolin), Peter Willis (Sam Waterston) en John Walker (O.J. Simpson) uit het ruimteschip gehaald en naar een verlaten militaire basis in de woestijn gebracht. De lancering van het lege ruimteschip gaat door zoals gepland.
Op de basis krijgen de astronauten van NASA-functionaris James Kelloway (Hal Holbrook) te horen dat een defect aan het systeem dat in hun levensonderhoud moest voorzien hun dood zou betekend hebben. De vlucht uitstellen was echter geen optie omdat NASA daardoor zijn financiering dreigde te verliezen, om nog maar te zwijgen van de talloze onderaannemers die miljoenen dollars verlies zouden lijden. Hij verplicht hen om te helpen de televisiebeelden tijdens de vlucht van en naar Mars te vervalsen en bedreigt hun families om hun medewerking af te dwingen.
De astronauten blijven gevangen en filmen hun landing op Mars in een geïmproveerde opnamestudio op de basis. In het NASA commandocentrum zijn slechts een handvol functionarissen op de hoogte van het bedrog, totdat de alerte technicus Elliot Whitter merkt dat de videobeelden van de bemanning eerder arriveren dan de telemetriegegevens van het ruimteschip. Zijn leidinggevenden wijten dit aan een computerstoring, maar Whitter blijft het vreemd vinden en vertelt over het voorval aan een bevriend journalist Robert Caulfield (Elliott Gould). Wanneer Caulfield meer te weten wil komen blijkt Whitter spoorloos verdwenen en woont er iemand anders in zijn appartement. Naarmate het onderzoek van Caulfield vordert worden er verscheidene aanslagen op zijn leven gepleegd.
Bij de terugkeer op Aarde zorgt een defect hitteschild ervoor dat het ruimteschip opbrandt in de atmosfeer. De astronauten realiseren zich dat NASA hen zal moeten vermoorden om het bedrog in stand te houden en ontsnappen in een kleine jet. Door gebrek aan brandstof moeten ze echter een noodlanding maken in de woestijn. Ze splitsen zich te voet op om hun kansen op redding te vergroten en het complot te onthullen. Willis en Walker worden uiteindelijk gevangengenomen maar Brubaker weet te ontkomen.
Caulfield, die nog steeds de zaak onderzoekt, wordt door agenten bij hem thuis gearresteerd voor het bezit van cocaïne die de agenten daar zelf verstopt hebben. Zijn baas betaalt zijn borgsom en ontslaat hem vervolgens.
Een bevriend journalist vertelt Caulfield over een voormalige militaire basis in de woestijn. Hoewel de basis verlaten is, vindt Caulfield er Brubakers dogtags en concludeert dat de astronauten daar moeten geweest zijn. Caulfield huurt een piloot met een sproeivliegtuigje in om de woestijn te doorzoeken. Ze zien twee helikopters die hen naar een afgelegen tankstation leiden waar Brubaker zich verstopt. Ze redden hem terwijl hij probeert te ontsnappen aan zijn belagers. De helikopters achtervolgen het sproeivliegtuigje door een kloof, maar storten neer wanneer de piloot ze verblindt met pesticiden.
Uiteindelijk bereiken Caulfield en Brubaker de herdenkingsdienst voor de astronauten, waar Kelloway en mevrouw Brubaker hen zien en ze gefilmd worden tijdens een rechtstreekse tv-uitzending waardoor het bedrog aan het licht komt.

## Rolverdeling
| Acteur           | Personage                         |
| ---------------- | --------------------------------- |
| Elliott Gould    | Robert Caulfield                  |
| James Brolin     | Charles Brubaker                  |
| Brenda Vaccaro   | Kay Brubaker                      |
| Sam Waterston    | Peter Willis                      |
| O.J. Simpson     | John Walker                       |
| Hal Holbrook     | Dr. James Kelloway                |
| Karen Black      | Judy Drinkwater                   |
| Telly Savalas    | Albain                            |
| David Huddleston | Hollis Peaker                     |
| David Doyle      | Walter Loughlin                   |
| Lee Bryant       | Sharon Willis                     |
| Denise Nicholas  | Betty Walker                      |
| Robert Walden    | Elliot Whitter                    |
| Alan Fudge       | Capsule Communicator              |
| James Karen      | Vice President Price              |
| Norman Bartold   | President                         |
| Darrell Zwerling | Dr. Bergen                        |
| Milton Selzer    | Dr. Roger Burroughs               |
| James B. Sikking | Control Room Man (smoking a pipe) |
| Lou Frizzell     | Horace Gruning                    |
| Paul Picerni     | Jerry                             |
| Barbara Bosson   | Alva Leacock                      |

## Release en ontvangst
De film zou in de Verenigde Staten oorspronkelijk in februari 1978 in première gaan, maar positieve voorvertoningen en daaropvolgende vertragingen bij Superman zorgden ervoor dat de première werd verplaatst naar mei. Capricorn One werd desondanks de meest succesvolle onafhankelijke film van dat jaar.
De film behaalde een score van 65% (23 recensies) op Rotten Tomatoes, met een gemiddelde score van 6,2/10. De consensus op de site luidt: "Een reeks twijfelachtige plotwendingen dreigt het verhaal te ondergraven, maar Capricorn One slaagt erin een onderhoudend, scherp cynisch complotverhaal te ontvouwen." Op Metacritic kreeg de film een score van 38% (8 recensies), wat duidt op "over het algemeen ongunstige recensies".

## Trivia
- Veel bronnen plaatsen de film in 1978, maar het jaartal dat vermeld wordt in de begintitels van de film is 1977.